# Пероганич Юрій Йосипович
Ю́рій Йо́сипович Перога́нич (нар. 11 липня 1961, село Сможе, Сколівський район, Львівська область, УРСР, СРСР) — український громадський діяч у галузі інформаційно-комунікаційних технологій, культури та освіти, генеральний директор Асоціації підприємств інформаційних технологій України, співзасновник громадської організації «Вікімедіа Україна».

## Біографія
Народився в сім'ї вчителів.
Батько — Пероганич Йосип Юрійович (18 квітня 1937, село Нижня Тернава у Верхньому Надсянні — 23 червня 2022) — вчитель, відмінник народної освіти.
Мати — Пероганич Галина Олександрівна (дівоче прізвище Прищепа), народилася 1937 року в селі Лісні Хутори на Чернігівщині.
Шкільну освіту здобував у Сможанській восьмирічній школі (1968—1970), Сокальській школі-інтернаті (1970—1974), Сколівській школі-інтернаті (1974—1975), Козарській восьмирічній школі Носівського району Чернігівської області (1975—1976). У 1976—1980 роках навчався в Київському технікумі залізничного транспорту, отримав кваліфікацію «технік-математик-програміст». Впродовж 1980—1986 років навчався в Київському інституті народного господарства, нині Київський національний економічний університет імені Вадима Гетьмана, отримав диплом інженера-економіста. Другу вищу освіту здобув в Інституті міжнародних відносин Київського національного університету імені Тараса Шевченка (1996—2000, кваліфікація «магістр міжнародного права»).
З 1979 до 1991 року працював в Обчислювальному центрі Південно-Західної залізниці. У 1992 році переведений в службу статистики Управління Південно-Західної залізниці на посаду заступника начальника служби. 1992—2000 роки — заступник начальника управління статистики, заступник начальника управління зовнішніх зв'язків Укрзалізниці. Координував розробку та укладення міжнародних угод України — Угоди між Урядом України та Урядом Республіки Польща про міжнародне сполучення через державний кордон, підготовку постанови Кабміну про приєднання України до Угоди про міжнародне залізничне вантажне сполучення (УМВС) та до Угоди про міжнародне пасажирське залізничне сполучення (УМПС).
У 2000—2001 роках працював головним консультантом Комітету з питань будівництва, транспорту і зв'язку Верховної Ради України, редактором електронного бюлетеня та заступником директора видавництва «Юнікон Прес». У 2001—2003 роках працював в Асоціації міжнародних експедиторів України на посаді помічника президента з питань міжнародних зв'язків. У 2003—2005 роках — керівник департаменту зовнішньоекономічних зв'язків у Міністерстві транспорту та зв'язку України. Член делегації України на 66-й сесії Комітету внутрішнього транспорту Європейської економічної комісії ООН, 17–19 лютого 2004, Женева.
З жовтня 2006 року — виконавчий директор Асоціації ІТ-дистриб'юторів, з липня 2007 року — генеральний директор Асоціації підприємств інформаційних технологій України.

## Громадська, наукова і педагогічна діяльність

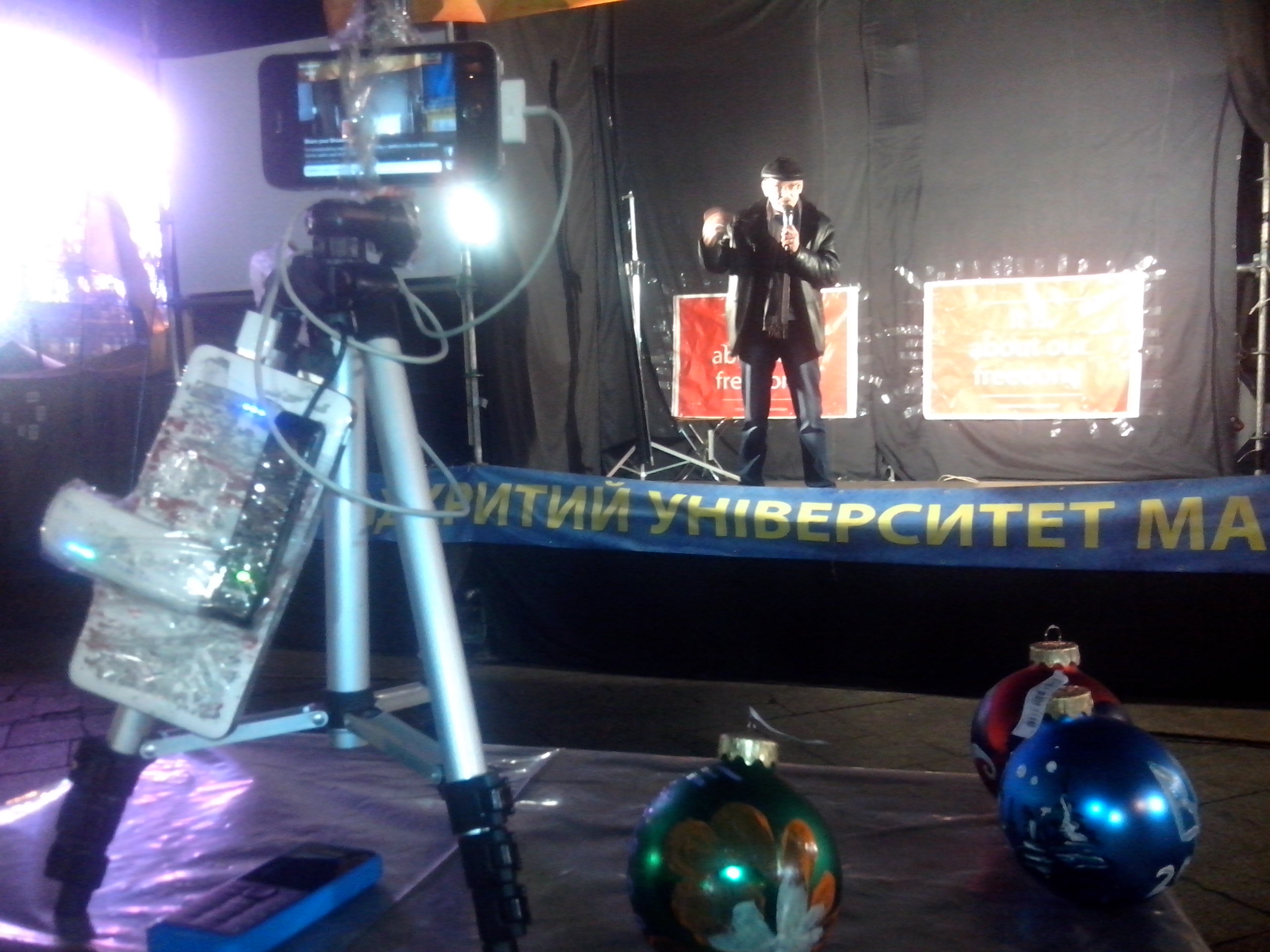
Лекція Юрія Пероганича на сцені Відкритого університету Майдану 30 грудня 2013

Член Національної спілки краєзнавців України та Національної спілки журналістів України. Член Міжнародної літературно-мистецької академії України. Член дорадчого комітету відзнаки «Золоті письменники України».
Співзасновник Громадської організації «Вікімедіа Україна», член її правління та виконавчий директор (2009—2013). Член Комітету з розподілу коштів Фонду Вікімедіа (2012—2014).
У 2013 році разом з Тетяною Череп-Пероганич заснував мистецький вебпортал «Жінка-УКРАЇНКА»[джерело?].
З 2014 року — член експертно-перевірної комісії Центрального державного електронного архіву України.
У 2014—2016 роках — керівник Носівського районного відділення товариства «Чернігівське земляцтво в Києві», з 2016 — почесний член Ради земляцтва.
Був на громадських засадах помічником-консультантом народних депутатів України Миколи Носенка, Олега Панькевича, Віктора Галасюка, станом на листопад 2021 року є на громадських засадах помічником-консультантом народного депутата України Олексія Жмерененцького.
У 2017 році заснував вікіенциклопедію «Громадянське суспільство в Україні», 2019 року — «Енциклопедію Носівщини».
У січні 2019 року обраний до наглядової ради Української ради бізнесу.
У 2020-2022 працював за сумісництвом старшим викладачем кафедри журналістики, видавничої справи, поліграфії та редагування Інституту філології та масових комунікацій Університету «Україна». Викладає дисципліни «Медіаправо і медіабезпека», «Новітні медіа».
Є індивідуальним членом глобальної мережі Creative Commons.

## Публікації

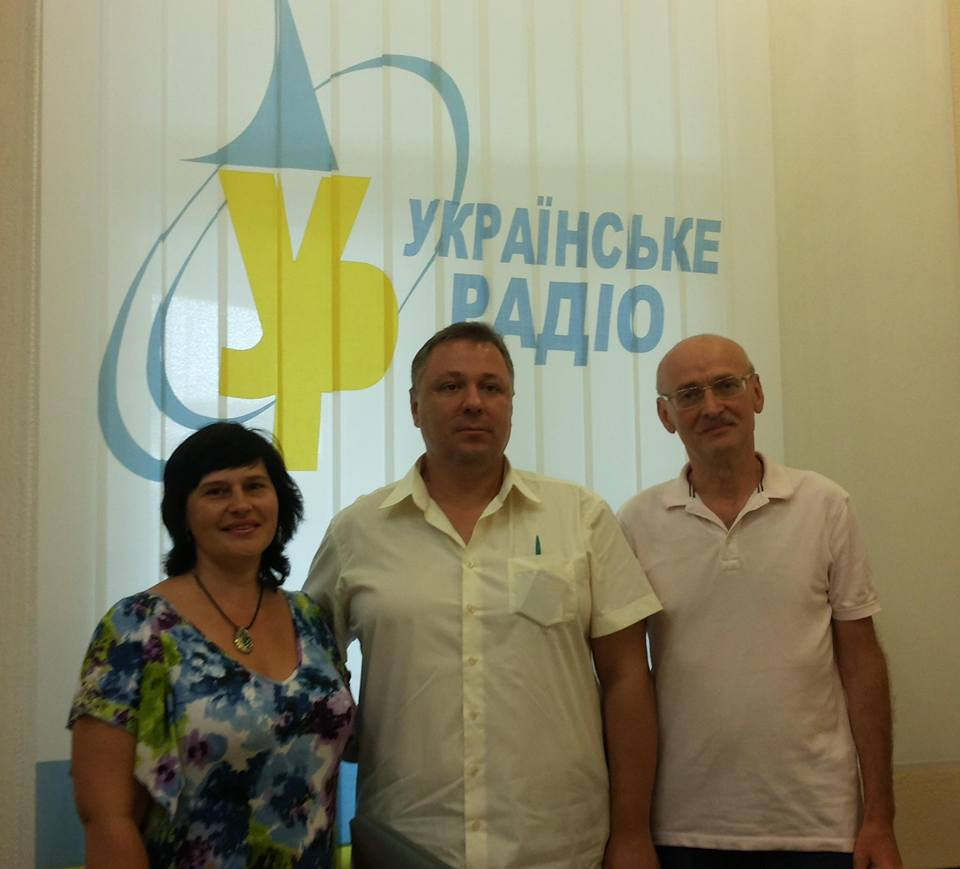
Тетяна Череп-Пероганич, Владислав Обух і Юрій Пероганич у студії Українського радіо після прямого ефіру передачі «Українська хвиля», Київ, Хрещатик 26, 2 серпня 2015.

Автор однієї та співавтор трьох книг. Упорядник і перекладач книги «Підсумкові документи Всесвітнього саміту з питань інформаційного суспільства». Член редакційної колегії з підготовки видання книги «Марія Склодовська-Кюрі у Вікіпедії», Лодзь 2011.[джерело?]
Автор передмов до:
- книги Тетяни Череп «Із саду — дві стежини» (2012),
- альбому «Вікі любить пам'ятки — 2012»[25],
- альманаху «Поетична топоніміка» (2015)[26]

Співавтор, разом з Тетяною Череп-Пероганич, передмови до збірки «Материнська молитва. Українки — героям Майдану».
Має кілька наукових публікацій.
Бібліографія
1. Пероганич Ю. «Покажчик термінів Статуту залізниць України». Науково-практичне видання — Київ: «Основа», 2002, — 152 сторінок. ISBN 966-7233-75-8
2. «Довідник експедитора». У двох книгах. Книга перша/ Д. В. Зеркалов, В. Г. Кушнірчук, Ю. Й. Пероганич та ін. — Київ: Основа, 2002. — 624 сторінок., ISBN 966-7233-90-1
3. «Довідник експедитора». У двох книгах. Книга друга/ Д. В. Зеркалов, В. Г. Кушнірчук, Ю. Й. Пероганич та ін. — Київ: Основа, 2002. — 528 сторінок., ISBN 966-699-001-6
4. «Довідник залізничника». У восьми книгах. Книга перша: Перевезення вантажів/ Зеркалов Д. В., Зайончковський І. В., Пероганич Ю. Й. та ін. — Київ: Основа, 2004. — 552 сторінок. ISBN 966-699-047-4
5. «Підсумкові документи Всесвітнього саміту з питань інформаційного суспільства». — Київ, 2006 / Юрій Пероганич — упорядкування і переклад.
6. Дорога в нікуди… і назад: документалістика, нотатки, поезія, проза, фото / Тетяна Череп-Пероганич, Юрій Пероганич. — Біла Церква: Час Змін Інформ, 2025, — 168 с. + вкл., іл. ISBN 978-617-8136-42-0.

## Відзнаки

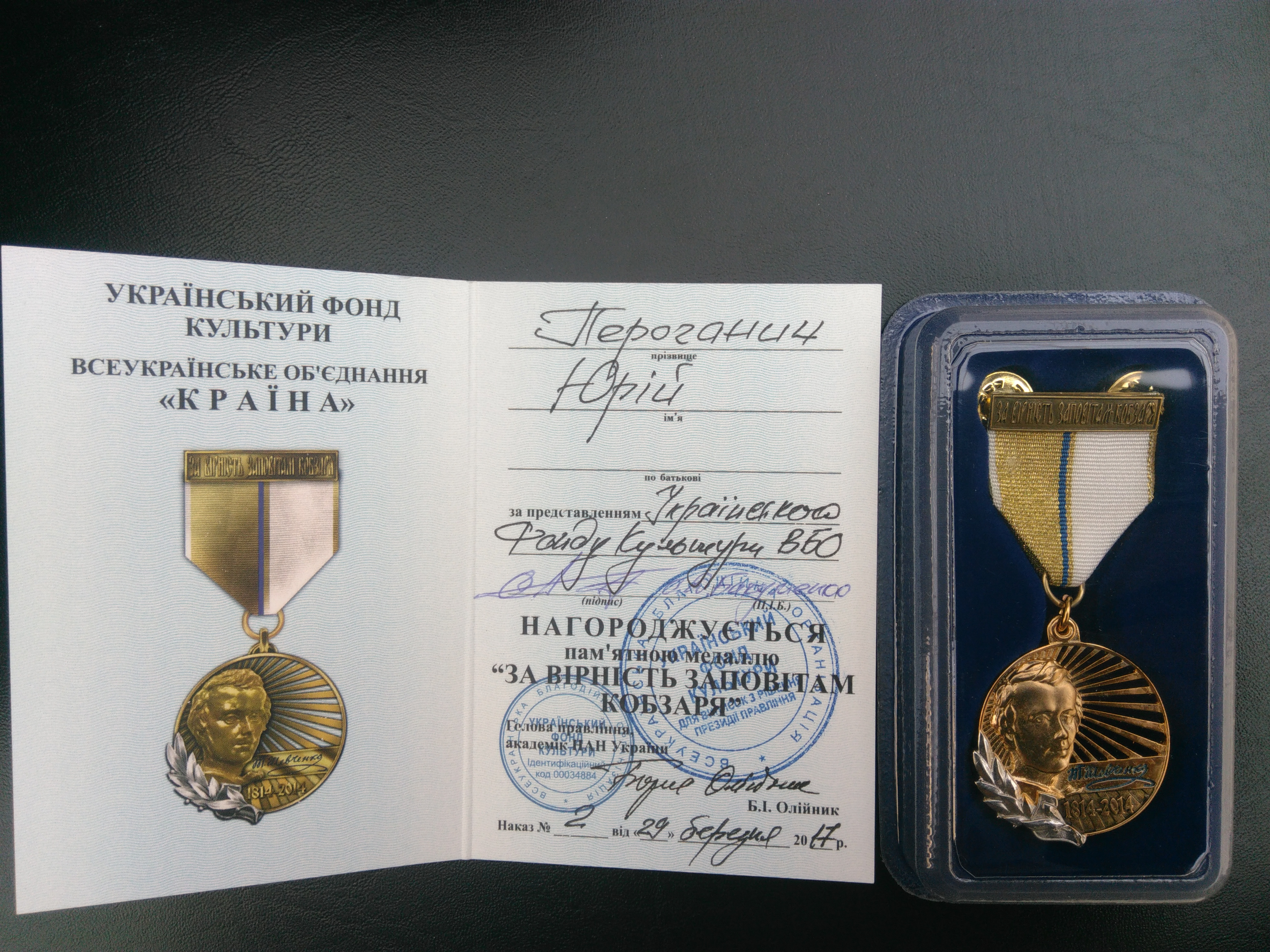
Пам'ятна медаль Українського фонду культури «За вірність заповітам Кобзаря»

- «Людина року серед громадських діячів галузі ІКТ» за версією організаторів виставки «ЕЕВС +2008 Telecom & Broadcasting» (2008).[29]
- Пам'ятна медаль Українського фонду культури «За вірність заповітам Кобзаря» (2017).
- Медаль Всеукраїнського об'єднання «Країна» «За розвиток інформаційних технологій» (2017).
- Лавреат відзнаки «Вікімеч» імені Олега «Raider» Ковалишина — «За внесок у Перемогу України в інформаційній війні» (2021)[30]